# Tuvalu Sports Ground
O Tuvalu Sports Ground (em português: Campo Esportivo de Tuvalu) é um estádio multiúso em Funafuti, Tuvalu. É usado normalmente para partidas de rugby e futebol. Tem capacidade para 1.500 pessoas. É o único estádio de Tuvalu, o que faz com que todos os torneios do país sejam disputados no estádio: a A-Division, a Independence Cup, a NBT Cup, os Tuvalu Games e a Christmas Cup. A Seleção Tuvaluana de Futebol é feita de jogadores que disputam partidas no Tuvalu Sports Ground, também treinando no estádio.

## Informação do estádio
As ilhas de Tuvalu são atóis estreitos compostos por corais, de modo que um campo de futebol só poderia estar localizado na parte mais ampla da ilha principal de Funafuti.
O campo de futebol em Tuvalu é construído sobre uma base de coral, com argila de rio enviada de Fiji para criar uma superfície em que a grama veio a crescer. Isso melhorou a condição dos campos de futebol, embora a superfície permaneça dura e não seja uniformemente plana.
Os jogadores de futebol tuvaluanos são tecnicamente fortes e são capazes de controlar a bola na difícil superfície do Tuvalu Sports Ground.
A Associação de Futebol das Ilhas Tuvalu busca ingressar na FIFA desde 1987. No entanto, a falta de instalações de futebol em Tuvalu é um dos principais obstáculos da entidade máxima do esporte. O Tuvalu Sports Ground não é um estádio adequado para a realização de jogos internacionais pois o país não possui campos de treinamento nem hotéis para equipes e torcedores visitantes.